# Kristjan Asllani
Kristjan Asllani (Cërrik, 3 de março de 2002) é um futebolista albanês que atua como meio-campista. Atualmente joga pela Internazionale.

## Carreira

### Início
Nascido na cidade de Cërrik, no distrito de Elbasan, na Albânia, Kristjan mudou-se com apenas dois anos com a família para a comuna de Buti, na Itália, onde passou iniciou sua carreira futebolística atuando num pequeno clube local com cinco anos de idade, o Butese.

### Empoli
Chegou no Empoli aos dez anos, e passando pelas categorias de base do clube até chegar o profissional, fez sua estreia em 13 de janeiro de 2021, na derrota por 3–2 para a Napoli na Copa Itália. Além da estreia no time principal, Asllani integrou elenco campeão do Campeonato Italiano Primavera de 2020–21, batendo a Atalanta de Brambilla por 5–3. As boas atuações renderam-lhe a alcunha de "Novo Pirlo" pelo tradicional jornal italiano La Gazzetta dello Sport.

### Internazionale

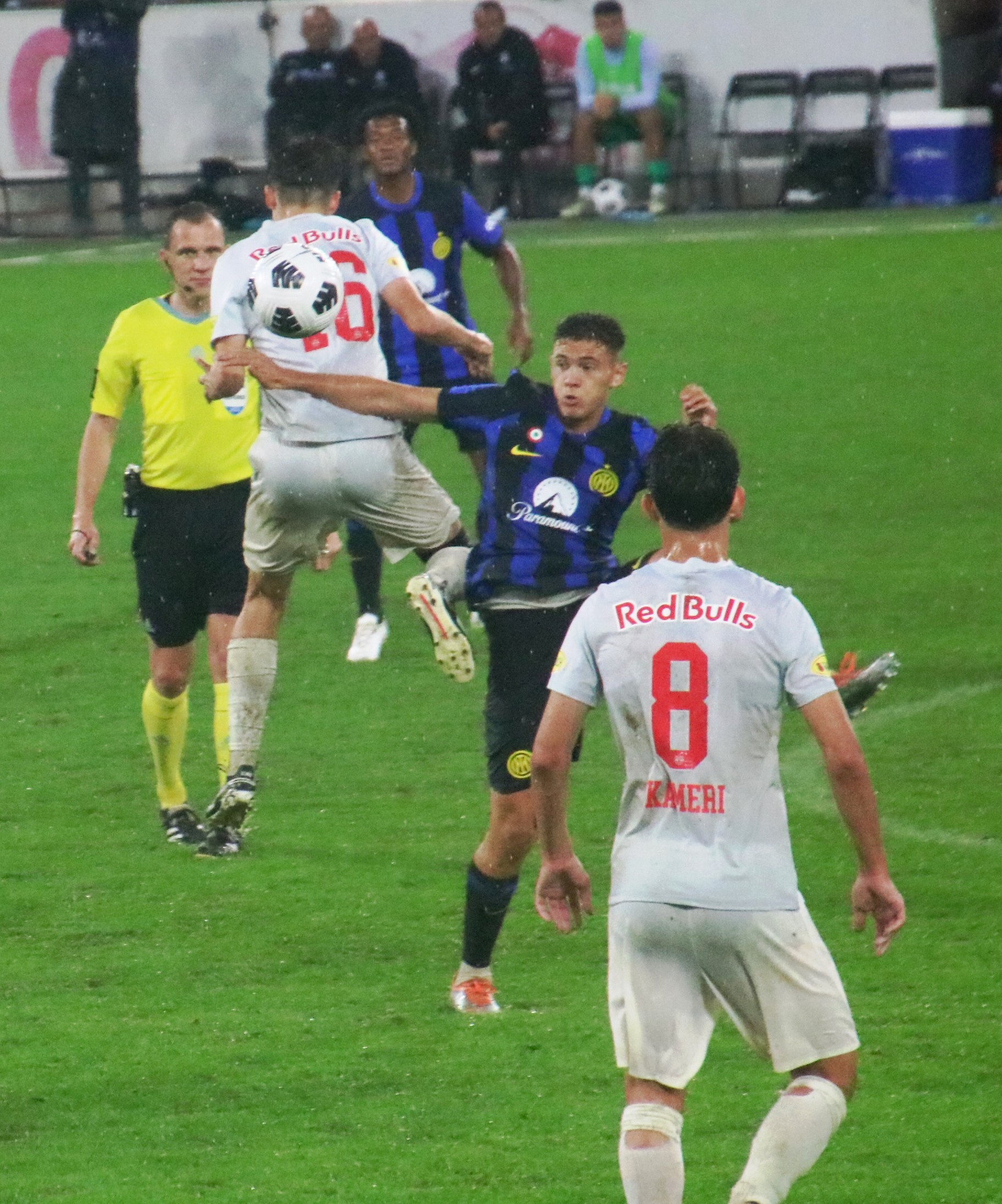
Asllani em atuação pela Internazionale em 2023

Em 30 de junho de 2022, foi anunciado pelo Empoli que Asllani havia transferido-se para a Internazionale e que a transferência seria por empréstimo primeiramente, com obrigação de compra. Asllani marcou seu primeiro gol com a camisa da Inter contra o Milan num amistoso.
Em 18 de janeiro de 2023, Asllani venceu seu primeiro título da carreira, Na vitória por 3–0 sobre o Milan na Supercopa da Itália de 2022, entrando aos 84 minutos de jogo. Em 4 de março de 2024, Asllani fez seu primeiro gols com a camisa Nerazzurri.

## Seleção Albanesa
Por desde os cinco anos morar na Itália, Kristjan Asllani pôde escolher representar tanto Itália como Albânia, decidindo atuar pela Seleção Albanesa. Obteve sua primeira convocação em março de 2023 para partidas contra Espanha e Geórgia, em 26 e 29 do mesmo mês, respectivamente.
Foi um dos convocados por Sylvinho para representar a Seleção Albanesa na Eurocopa de 2024.

## Vida pessoal
Em março de 2023, Asllani recebeu o título de cidadão honorário pela Câmara Municipal de sua cidade natal, Cërrik, por suas contribuições esportivas.

## Títulos

### Empoli
- Campeonato Italiano – Série B: 2020–21

### Internazionale
- Copa da Itália: 2022–23[13]
- Supercopa da Itália: 2022,[14] 2023[15]
- Campeonato Italiano – Série A: 2023–24